# Virachola unimaculata
Virachola unimaculata är en fjärilsart som beskrevs av Hawker-smith 1928. Virachola unimaculata ingår i släktet Virachola och familjen juvelvingar. Inga underarter finns listade i Catalogue of Life.